# 維蒂吉斯
維蒂吉斯（Vitiges，?–542）為536年至540年在位之东哥特王国国王。維蒂吉斯是狄奧多里克的外孫女婿，哥特战争期间继位。維蒂吉斯和其妻瑪瑟遜莎（Mathesuentha）之婚姻實為一政治聯姻。卡西奧多羅斯留下了對於維蒂吉斯和瑪瑟遜莎聯姻之頌文。继位后，維蒂吉斯杀死了前任国王狄奥达哈德。后来，維蒂吉斯被东罗马帝国将领贝利撒留俘虏并送往君士坦丁堡。